# Lup I. Akvitanski
Lup I., tudi Lupo, Loup, Lobo, Otsoa ali  Otxoa, je bil vojvoda Gaskonje in Akvitanije. Vladal je približno od leta 670 do 676 ali morda do 710. Pogosto se omenja kot prednik gaskonjske dinastije Lupa II. in akvitanske dinastije Oda Velikega. 
Lup I. je bil naslednik Feliksa Akvitanskega. Zgleda, da je imela njegova vojvodina skoraj identično ozemlje kot Akvitansko kraljestvo Hariberta II.. Lup se je kmalu po letu  658 uprl Feliksu in zasedel njegov položaj. Leta 673 je Vladal v Toulouseu in Bordeauxu, kjer se je povezal z vizigotskim vojaškim poveljnikom Flavijem Pavlom  proti vizigotskemu kralju Vambi in napadel Béziers. Med letoma 673 in  675 je v Bordeauxu sklical pomembno cerkveno sinodo. Leta 675 je v svojo pogubo poskušal osvojiti Limoges, ker so ga med osvajanjem umorili.  O njegovih  naslednikih ni nobenega podatka.